# Santa Maria de Llimiana
Santa Maria de Llimiana és una església parroquial romànica del segle xi, tinguda com la més gran i espectacular de tot el Pirineu. Està situada a la vila de Llimiana, del terme municipal del mateix nom, al Pallars Jussà.
Aquesta església va córrer una vida paral·lela a la de la vila i el castell de Llimiana, passant pels mateixos atzars, derivats de la seva estratègica situació, i per les mateixes mans. Inclosa entre les parròquies del deganat de Tremp des del 1280, malgrat la seva relació amb Santa Maria de Gerri, encara actualment conserva el caràcter parroquial, malgrat ser menada pel mateix rector que la Guàrdia de Noguera, resident a la rectoria de Tremp.
És de planta basilical, amb tres naus sense transsepte, cobertes amb volta de canó semicircular, separades per arcades damunt de pilastres. La nau central és una mica més alta que les laterals, i té quatre arcs torals suportats damunt de semicolumnes adossades als pilars.
Les naus estan dividides en cinc trams, i es comuniquen mitjançant arcs formers, semicirculars, que se suporten sobre les pilastres, rectangulars però amb les semicolumnes adossades que acabem d'esmentar. El mur nord fou molt transformat al llarg dels temps, amb l'afegitó de capelles (una d'elles és gòtica). La perfecció de la unió d'aquestes capelles amb l'església romànica fa pensar en l'existència, potser, d'una quarta nau romànica, posteriorment desfeta per a la construcció de les capelles.
La porta original era a migdia, però fou traslladada més tard al centre de la façana de ponent. Aquesta porta primitiva encara hi és, i en el mur sud encara hi ha una segona porta, que actualment dona a l'interior del campanar, i que en el moment de l'obra original devia comunicar el temple amb dependències eclesials.
El campanar és un prisma que fa la sensació d'estar truncat. Potser ho va ser, o potser no es va arribar a construir mai completament. És molt tardà, però encara medieval.
La façana sud encara mostra una finestra de dobles esqueixada i un fragment de ser arcuacions llombardes, com les dels absis, amb mènsules senzilles (les dels absis són molt més treballades).
Tant l'absis principal com les absidioles presenten finestres a doble nivell, cosa que fa pensar en l'existència d'una cripta. L'església sembla preparada per a tenir-ne, però res evidencia que s'arribés a construir mai. Aquest doble pis de finestres és tant per a l'absis principal, que té tres finestres de doble esqueixada, com per a les absidioles, que només en tenen una, al centre.
Té tres absis encarats a llevant, el central més gros que els laterals, de força espectacularitat, sobretot des que es van netejar de les edificacions que els tapaven parcialment. Estan ornamentats amb lesenes i arcades llombardes, amb mènsules triangulars molt elaborades.
L'aparell és clarament del segle xi, tot i que de factura bella i noble, feta amb molta cura i per mestres d'obres experts i amb un gran sentit artístic.
A la guerra civil s'hi va perdre un crist romànic de talla, molt notable, segons la documentació i imatges conservades. També s'hi perderen altres mostres d'iconografia religiosa. Les restes conservades s'han instal·lat en forma de museu en una de les dependències de l'església. Pel que es veu a les fotografies, és una obra de factura propera al Crist de Mur i al Davallament d'Erill la Vall. Se l'ha situat dins del conjunt d'obres del taller d'Erill, a darreries del segle xi o principis del xii.